# Obtusoecia
Obtusoecia is een geslacht van kreeftachtigen uit de klasse van de Ostracoda (mosselkreeftjes).

## Soorten
- Obtusoecia antarctica (Müller, G.W., 1906)
- Obtusoecia obtusata (Sars, 1866)